# Даглас (Аризона)
Даглас (енгл. Douglas) град је у америчкој савезној држави Аризона. По попису становништва из 2010. у њему је живело 17.378 становника.

## Демографија
Према попису становништва из 2010. у граду је живело 17.378 становника, што је 3.066 (21,4%) становника више него 2000. године.
| Група             | 2000.          | 2010.          |
| Белци             | 1.731 (12,1%)  | 2.333 (13,4%)  |
| Афроамериканци    | 70 (0,5%)      | 483 (2,8%)     |
| Азијати           | 63 (0,4%)      | 81 (0,5%)      |
| Хиспаноамериканци | 12.306 (86,0%) | 14.353 (82,6%) |
| Укупно            | 14.312         | 17.378         |